# Autobuses de Lieja
La red de autobuses de Lieja y Verviers forma parte de la SRWT (Société Régionale de Transport de Walonie, Sociedad Regional de Transporte de Valonia) y se extiende por toda la provincia de Lieja, de la que Lieja es capital y núcleo principal.
En la ciudad de Lieja se está desarrollando una nueva red de transporte: el Tranvía de Lieja, cuyo objetivo es desaturar las arterias de la ciudad.

## Historia
La empresa TEC Liège-Verviers, de Transports en Commun (TEC) se fundó en 1991, tras la federalización del estado belga, por la que desaparecían el resto de compañías, a excepción de la SNCB.
El 1 de enero de 2019, la empresa como tal desapareció, siguiendo el decreto del 28 de marzo de 2018, emitido por el Parlamento Valón. TEC Liège-Verviers, junto con el resto de TEC's de Valonia, fue absorbido por OTW (Opérateur de Transport de Wallonie, Operador de Transporte de Valonia). Para dividir mejor el sistema, OTW se dividió después en directions, direcciones, correspondiendo a cada TEC una direction. La direction Liège-Verviers conserva el nombre de TEC Liège-Verviers.

## La red

### Líneas urbanas

#### Área Lieja (Zonas 1 y 2)
| Línea | Inicio                     | Fin                              | Longitud | Duración | Paradas |
| ----- | -------------------------- | -------------------------------- | -------- | -------- | ------- |
| 1     | LIÈGE Guillemins           | LIÈGE Place Coronmeuse           | -        | 25 min   | 22      |
| 2     | LIÈGE République Française | SART-TILMAN CHU                  | -        | 60 min   | 57      |
| 3     | LIÈGE République Française | FLEMALE Centre Culturel          | -        | 46 min   | 60      |
| 4     | LIÈGE Bavière              | LIÈGE Bavière                    | -        | 39 min   | 34      |
| 5     | LIÈGE Gare Léopold         | HERSTAL Rue Colson               | -        | 34 min   | 37      |
| 6     | LIÈGE Quai Roosevelt       | CHERATTE Stationnement           | -        | 28 min   | 32      |
| 8     | LIÈGE Guillemins           | LIÈGE Place Saint-Nicolas        | -        | 13 min   | 17      |
| 10    | LIÈGE Gare Léopold         | ROMSÉE Rue Général de Gaulle     | -        | 39 min   | 40      |
| 12    | LIÈGE Saint-Lambert        | LONCIN Rue Charlet               | -        | -        | -       |
| 13    | LIÈGE Gare Léopold         | GRIVEGNÉE Belleflamme-Spiroux    | -        | 21 min   | 22      |
| 14    | EUPEN Bushof               | AACHEN Bushof                    | -        | 48 min   | -       |
| 15    | JEMEPPE GR                 | SERAING Hôpital Bois de l'Abbaye | -        | 26 min   | 24      |
| 17    | LIÈGE Guillemins           | LIÈGE Place Geer                 | -        | 21 min   | 24      |
| 18    | LIÈGE Gare Léopold         | LIÈGE Place Geer                 | -        | 15 min   | 15      |
| 19    | LIÈGE Saint-Lambert        | ANS Carrefour Verges-Tonne       | -        | -        | -       |
| 20    | LIÈGE Pont d'Avroy         | LIÈGE Mésanges-Charmilles        | -        | -        | -       |
| 21    | LIÈGE Pont d'Avroy         | LIÈGE Place Saint-Nicolas        | -        | -        | -       |
| 22    | LIÈGE Pont d'Avroy         | LIÈGE Place Saint-Nicolas        | -        | 28 min   | -       |
| 23    | LIÈGE Pont d'Avroy         | LIÈGE Hôpital de la Citadelle    | -        | -        | -       |
| 24    | LIÈGE Saint-Lambert        | VOTTEM Rue Nicolay               | -        | -        | -       |
| 25    | LIÈGE Opéra                | OUGRÉE Gros Hêtre                | -        | -        | -       |
| 26    | LIÈGE République Française | LIÈGE Belle-Île                  | -        | -        | -       |
| 27    | MARBAIS Maison Communale   | GEMBLOUX Gare                    | -        | -        | -       |
| 28    | SART-TILMAN Amphithéâtres  | FLERON Terminus                  | -        | -        | -       |
| 29    | LIÈGE République Française | JUPILLE Les Bruyères             | -        | -        | -       |
| 30    | LIÈGE Opéra                | EMBOURG Café Lacroix             | -        | -        | 33      |
| 32    | SART-TILMAN CHU            | FLEMALLE Centre Culturel         | -        | -        | -       |
| 33    | LIÈGE République Française | VAUX-CHÈVREMONT Vesdre           | -        | -        | -       |
| 35    | LIÈGE République Française | BRESSOUX Robermont               | -        | -        | -       |
| 40    | JEMEPPE Gare Routière      | SERAING Maison Blanche           | -        | -        | -       |
| 48    | LIÈGE Opéra                | SART-TILMAN CHU                  | -        | 45 min   | -       |
| 49    | JEMEPPE Centre             | SERAING Athénée                  | -        | 35 min   | -       |
| 53    | LIÈGE Saint-Lambert        | JEMEPPE Gare Routière            | -        | 48 min   | -       |
| 56    | ROCOUT-ARSENAL Terminus    | JEMEPPE Gare Routière            | -        | 50 min   | -       |
| 57    | LIÈGE Guillemins           | BIERSET TNT                      | -        | 20 min   | 5       |
| 58    | LIÈGE Guillemins           | BONCELLES Carrefour              | -        | 31 min   | -       |
| 60    | LIÈGE Gare Léopold         | JUPILLE Les Bruyères             | -        | -        | -       |
| 61    | LIÈGE Saint-Lambert        | TILLEUR Gare                     | -        | 18 min   | -       |
| 66    | HERSTAL Place Licourt      | CHÊNÉE Rue de l'Église           | -        | 30 min   | -       |
| 71    | LIÈGE Saint-Lambert        | VOTTEM Église                    | -        | 30 min   | -       |
| 72    | LIÈGE Saint-Lambert        | LIÈGE Fond des Tawes             | -        | 13 min   | -       |
| 81    | LIÈGE Saint-Lambert        | GRACE-HOLLOGNE Pérou             | -        | 42 min   | -       |
| 82    | LIÈGE Saint-Lambert        | MONTEGNÉE Place Vandervelde      | -        | -        | -       |
| 87    | LIERS Gare                 | ANS Gare                         | -        | 50 min   | -       |
| 88    | LIÈGE Saint-Lambert        | SAINT-LAMBERT Centre             | -        | -        | -       |
| 160   | BRESSOUX Grotte            | JUPILLE Les Bruyères             | -        | 36 min   | -       |
| 248   | LIÈGE Guillemins           | SART-TILMAN Amphithéâtres        | -        | 27 min   | 7       |
| 288   | VERVIERS Palais            | SOIRON Moulin                    | -        | 29 min   | -       |
| 701   | VERVIERS Rue de la Cité    | PEPINSTER Athénée                | -        | 32 min   | -       |
| 702   | STEMBERT Place Verte       | PETIT-RECHAIN Zoning             | -        | 30 min   | -       |
| 703   | ENSIVAL Place              | JEHANSTER Terminus               | -        | 31 min   | -       |
| 705   | STEMBERT Linaigrettes      | ANDRIMONT Terminus               | -        | -        | -       |
| 706   | ENSIVAL Champ des Oiseaux  | HEUSY Cheval Blanc               | -        | 36 min   | -       |
| 707   | SOMMELEVILLE Place Verte   | PEPINSTER Athénée                | -        | -        | -       |
| 708   | ANDRIMONT Terminus         | HEUSY Cimetière                  | -        | -        | -       |

### Líneas periurbanas

#### Área Lieja (Zonas 3 y 4)
| Línea | Inicio                     | Fin                     | Longitud | Duración | Paradas |
| ----- | -------------------------- | ----------------------- | -------- | -------- | ------- |
| 7     | LIÈGE Quai Roosevelt       | HERMÉE Place Carcan     | -        | -        | -       |
| 12    | LIÈGE Saint-Lambert        | GRACE-HOLLOGNE FOREm    | -        | -        | -       |
| 31    | LIÈGE République Française | TROOZ Gare SNCB         | -        | -        | -       |
| 45    | JEMEPPE Gare Routière      | ENGIS Rue 15 Août       | -        | -        | -       |
| 46    | JEMEPPE Gare Routière      | AMAY Super Delhaize     | -        | -        | -       |
| 47    | JEMEPPE Gare Routière      | STOCKAY Place Renard    | -        | -        | -       |
| 50    | VISÉ Trois-Rois            | HERSTAL Place Licourt   | -        | -        | -       |
| 57    | LIÈGE Guillemins           | BIERSET TNT             | -        | -        | -       |
| 68    | LIÈGE Gare Léopold         | SOUMAGNE Voie de l'Eau  | -        | -        | -       |
| 70    | LIÈGE Saint-Lambert        | ROCOURT Saint-Vincent   | -        | -        | -       |
| 73    | LIÈGE Saint-Lambert        | GLONS Gare              | -        | -        | -       |
| 86    | JEMEPPE Gare Routière      | VERLAINE Dépôt          | -        | -        | -       |
| 91    | FLÉMALLE Trixhes           | RANET Gros Chêne        | -        | -        | -       |
| 140   | LIÈGE Guillemins           | VISÉ Place des Déportés | -        | -        | -       |
| 240   | LIÈGE Guillemins           | VISÉ Place des Déportés | -        | -        | -       |
| 268   | FLERON La Clé              | SOUMAGNE Voie de l'Eau  | -        | -        | -       |

#### Área Verviers (Zonas 3 y 4)
| Línea | Inicio                 | Fin                        | Longitud | Duración | Paradas |
| ----- | ---------------------- | -------------------------- | -------- | -------- | ------- |
| 188   | PRAYON Château         | PEPINSTER Athénée          | -        | -        | -       |
| 393   | VERVIERS Gare Centrale | CHARNEUX Village           | -        | -        | -       |
| 717   | VERVIERS Gare Centrale | ANDRIMONT Piénesses        | -        | -        | -       |
| 724   | VERVIERS Gare Centrale | EUPEN Bushof               | -        | -        | -       |
| 725   | VERVIERS Gare Centrale | EUPEN Bellmerin            | -        | -        | -       |
| 738   | VERVIERS Gare Centrale | AUPEN Place de la Victoire | -        | -        | -       |

#### Área Lieja (Zona 4 en adelante)
| Línea | Inicio                | Fin                        | Longitud | Duración | Paradas |
| ----- | --------------------- | -------------------------- | -------- | -------- | ------- |
| 9     | JEMEPPE Gare Routière | HUY Gare                   | -        | -        | -       |
| 46    | JEMEPPE Gare Routière | AMAY Super Delhaize        | -        | -        | -       |
| 64    | LIÈGE Opéra           | AYWAILLE Gare              | -        | -        | -       |
| 65    | LIÈGE Opéra           | REMOUCHAMPS Gare           | -        | -        | -       |
| 69    | LIÈGE Gare Léopold    | VERVIERS Gare Centrale     | -        | -        | -       |
| 75    | LIÈGE Saint-Lambert   | OREYE Dépôt                | -        | -        | -       |
| 76    | LIÈGE Gare Léopold    | BASSENGE Dépôt             | -        | -        | -       |
| 78    | LIÈGE Gare Léopold    | MAASTRICHT Station         | -        | -        | -       |
| 83    | LIÈGE Saint-Lambert   | HANNUT École               | -        | -        | -       |
| 84    | LIÈGE Saint-Lambert   | WAREMME Gare               | -        | -        | -       |
| 85    | LIÈGE Saint-Lambert   | HUY Place Lebeau           | -        | -        | -       |
| 90    | LIÈGE Saint-Lambert   | WARZÉE Dépôt               | -        | -        | -       |
| 94    | WARZÉE Dépôt          | BONCELLES Maison Communale | -        | -        | -       |
| 138   | LIÈGE Guillemins      | VERVIERS Gare Centrale     | -        | -        | -       |
| 175   | LIÈGE Saint-Lambert   | OREYE Dépôt                | -        | -        | -       |
| 377   | LIÈGE Opéra           | ESNEUX Gare                | -        | -        | -       |

#### Área Verviers (Zona 4 en adelante)
| Línea | Inicio                 | Fin                            | Longitud | Duración | Paradas |
| ----- | ---------------------- | ------------------------------ | -------- | -------- | ------- |
| 294   | VERVIERS Gare Centrale | TROIS-PONTS Gare               | -        | -        | -       |
| 295   | TIEGE Charmille        | SPA Gare                       | -        | -        | -       |
| 388   | VERVIERS Palais        | SPA Pompea                     | -        | -        | -       |
| 390   | VERVIERS Gare Centrale | ROCHERATH Wahlerscheiderstraße | -        | -        | -       |
| 395   | VERVIERS Gare Centrale | SANKT-VITH An den Linden       | -        | -        | -       |
| 727   | VERVIERS Palais        | HOUSSONLOGE Église             | -        | -        | -       |